# Croatian Juniors
Das Croatian Juniors (auch Croatian Junior International genannt) ist im Badminton die offene internationale Meisterschaft von Kroatien für Junioren und damit das bedeutendste internationale Juniorenturnier in Kroatien. Es wurde erstmals 1997 als Alpe-Adria Tournament ausgetragen. Im Jahr 2000 erhielt das Turnier seinen heutigen Namen. Seit 2015 wird das Turnier als Valamar Junior Open (kurz Valamar Juniors) tituliert. Für die Altersklassen unter U19 wird das Adria Youth International ausgetragen.

## Die Sieger
| Saison    | Herreneinzel               | Dameneinzel          | Herrendoppel                               | Damendoppel                                  | Mixed                                      |
| --------- | -------------------------- | -------------------- | ------------------------------------------ | -------------------------------------------- | ------------------------------------------ |
| 1997 1999 | keine Daten                | keine Daten          | keine Daten                                | keine Daten                                  | keine Daten                                |
| 2000      | Žiga Strmole               | Morana Esih          | Marko Habuš Žiga Strmole                   | Zsuzsa Czifra Orsolya Tóth                   | Hrvoje Kazesović Matea Čiča                |
| 2001      | Miha Šepec jr.             | Urška Silvester      | Luka Petrič Miha Šepec jr.                 | Špela Silvester Urška Silvester              | Neven Rihtar Maja Šavor                    |
| 2002      | Miha Šepec jr.             | Urška Silvester      | Luka Kumelj Nejc Boljka                    | Špela Silvester Urška Silvester              | Miha Šepec jr. Špela Silvester             |
| 2003      | Luka Kumelj                | Urška Silvester      | Tom Leurent Guenael Luong                  | Špela Silvester Urška Silvester              | Neven Rihtar Maja Šavor                    |
| 2004      | Krasimir Jankov            | Urška Silvester      | Radoslav Simeonov Blagovest Kisyov         | Špela Silvester Urška Silvester              | Krasimir Jankov Gabriela Banova            |
| 2005      | Zvonimir Đurkinjak         | Agnieszka Wojtkowska | Zvonimir Đurkinjak Luka Zdenjak            | Stefanie Bertels Steffi Annys                | Zvonimir Đurkinjak Staša Poznanović        |
| 2006      | Kieran Merrilees           | Linda Sloan          | Thomas Bethell Paul van Rietvelde          | Šárka Křížková Martina Vacková               | Zvonimir Đurkinjak Staša Poznanović        |
| 2007      | Matevž Bajuk               | Adéla Molnáriová     | Igor Čimbur Zvonimir Hölbling              | Petra Hofmanová Adéla Molnáriová             | Matthias Bertsch Elisabeth Baldauf         |
| 2008      | Matevž Bajuk               | Petra Petranović     | Patryk Szymoniak Jacek Kołumbajew          | Elisabeth Baldauf Belinda Heber              | Adrian Dziółko Ewa Piotrowska              |
| 2009      | Bernd Thormann             | Sonia Olariu         | Bernd Thormann Paul Demmelmayer            | Alexandra Mathis Belinda Heber               | Paul Demmelmayer Belinda Heber             |
| 2010      | Tri Prasetyo               | Kateřina Tomalová    | Gergin Nedialkov Ivan Hristozov            | Natalia Rogova Olga Morozova                 | Alen Roj Urška Polc                        |
| 2011      | Urban Turk                 | Lucie Černá          | Mitja Šemrov Urban Turk                    | Meike Behrens Lucija Vlah                    | Jaromír Janáček Lucie Černá                |
| 2012      | Adam Mendrek               | Victoria Dergunova   | Mitja Šemrov Simon Rebhandl                | Kristina Averkina Ekaterina Kut              | Jaromír Janáček Lucie Černá                |
| 2013      | Max Weißkirchen            | Luise Heim           | Johannes Pistorius Marvin Seidel           | Maja Pavlinić Dorotea Sutara                 | Marvin Seidel Yvonne Li                    |
| 2014      | Vincent Medina             | Dorotea Sutara       | Nathan Laemmel Vincent Medina              | Katarina Beton Ema Cizelj                    | Krzysztof Jakowczuk Magda Konieczna        |
| 2015      | Samuel Hsiao               | Aliye Demirbağ       | Aleksander Jabłoński Paweł Śmiłowski       | Kader İnal Fatma Nur Yavuz                   | Melih Turgut Fatma Nur Yavuz               |
| 2016      | Filimon Collins-Valentine  | Jenjira Stadelmann   | Robert Cybulski Paweł Śmiłowski            | Magdalena Świerczyńska Wiktoria Dąbczyńska   | Paweł Śmiłowski Magdalena Świerczyńska     |
| 2017      | Arnaud Merklé              | Vivien Sándorházi    | Petr Beran Ondřej Král                     | Bengisu Erçetin Nazlıcan Inci                | Chen Shiau-cheng Chiang Yi-Hsuan           |
| 2018      | Tomas Toledano             | Purva Barve          | William Jones Ethan van Leeuwen            | Anastassija Prosorowa Walerija Rudakowa      | Brian Holtschke Miranda Wilson             |
| 2019      | Varun Kapur                | Vivien Sándorházi    | William Jones Ethan van Leeuwen            | Dounia Pelupessy Milena Schnider             | Brandon Yap Abbygael Harris                |
| 2020      | nicht ausgetragen          | nicht ausgetragen    | nicht ausgetragen                          | nicht ausgetragen                            | nicht ausgetragen                          |
| 2021      | Yohan Barbieri             | Špela Alič           | Ayush Agarwal Tushar Gagneja               | Špela Alič Anja Jordan                       | Aleksandar Jovičić Sanja Perić             |
| 2022      | Shun Saito                 | Hina Akechi          | Nge Joo Jie Johann Prajogo                 | Rui Kiyama Kanano Muroya                     | Daigo Tanioka Maya Taguchi                 |
| 2023      | Adith Karthikeyan Priya    | Ravza Bodur          | Csanad Horvath Milan Mesterhazy            | Petra Hart Zsofi Szabo                       | Dillon Chong Taarini Suri                  |
| 2024      | Patcharakit Apiratchataset | Sarunrak Vitidsarn   | Muhammad Baqir Al Hanif Ali Faathir Rayhan | Anyapat Phichitpreechasak Sarunrak Vitidsarn | Ali Faathir Rayhan Azka Fiona Zella Debita |